# Acción Popular de Guinea Ecuatorial
Die Acción Popular de Guinea Ecuatorial (APGE) ist eine politische Gruppierung in Äquatorialguinea, welche in Opposition zur Regierung von Teodoro Obiang steht. Die bedeutendsten Vertreter sind Miguel Eson Eman und Casiano Masi Edu. Die Partei zählt zu einer Organisation der „Nuevas Generaciones“ (Neuen Generationen). Die früheren Generalsekretärs waren Miguel Esopo Eman und Carmelo Mba Bakale.
Im August 1998 beteiligte sich die Partei am „Pacto Democrático General para la Reconciliación Nacional, Gobernabilidad y Estabilidad Política de Guinea Ecuatorial“ (Allgemeinen demokratischen Pakt für nationale Aussöhnung, Regierungsführung und politische Stabilität Äquatorialguineas), zusammen mit der Convergencia para la Democracia Social (CPDS, Konvergenz für Sozialdemokratie), dem Movimiento para la Autodeterminación de la Isla de Bioko (MAIB, Bewegung für die Selbstbestimmung der Insel Bioko) und der Partido de la Coalición Democrática de Guinea Ecuatorial (PCD, Partei der Demokratischen Koalition von Äquatorialguinea).
Die Partei war im August 2003 auch an der Bildung des Gobierno de Guinea Ecuatorial en el Exilio (Regierung von Äquatorialguinea im Exil) in Madrid beteiligt, in Übereinkunft mit zwei anderen Oppositionsparteien, der Partido del Progreso de Guinea Ecuatorial (PP) und der Partido Liberal de Guinea Ecuatorial (PL). Später, im Januar 2005, trat sie auch der Koalition Demócratas por el Cambio para Guinea Ecuatorial (Demokraten für den Wechsel in Äquatorialguinea) bei.
Lange Jahre wurde die Partei von Carmelo Mba Bakale geleitet, einem ehemaligen Führer der Oppositionspartei PP, der nach seinem Ausscheiden dort 2004 die Unión de Centro Derecha de Guinea Ecuatorial (Union der Mitte-Rechten von Äquatorialguinea) gründete. 2006 wurde er bei einem Parteikongress in Bata zum neuen Führer der APGE gewählt.
Die Partei nahm an der Parlamentswahlen 2008 und 2013 teil. In beiden Wahlen schaffte sie es nicht ins Parlament. In der Parlamentswahl 2017 war sie eine der Oppositionsparteien, die sich mit der regierenden Partido Democrático de Guinea Ecuatorial (PDGE) zusammenschloss.
Im jüngsten Parteikongress, welcher in Bata abgehalten wurde, wurde Eduardo Mba Bakale (der Sohn von Carmelo Mba Bakale) zum neuen Führer der Partei gewählt.
Die Acción Popular unterteilt sich in zwei Faktionen: eine Regierungsfreundliche Fraktion (die ihre Aktivitäten innerhalb des Landes durchführt) und eine Oppositionsfraktion, welche dauerhaft mit Opposition im Exil zusammenarbeitet.